# Врабац камењарац
Врабац камењарац (лат. Petronia petronia) је мала птица певачица из породице врапаца Passeridae. Једини је члан рода Petronia. Гнезди се на неплодним стеновитим брдима од Иберијског полуострва и западне северне Африке преко јужне Европе и кроз Палеарктички Сибир и северну и централну Кину. Углавном је насељен на западу свог ареала, али азијске птице мигрирају у јужнија подручја или се спуштају низ планине.

## Таксономија
Први формални опис врапца камењарца дао је шведски природњак Карл фон Лине 1766. године у дванаестом издању своје „Systema Naturae“ . Он је увео биномни назив Fringilla petronia. Сада је то једина врста из рода Petronia коју је увео немачки природњак Јохан Јакоб Кауп 1829. године. Petronia је локални назив за врапца камењарца из области Болоње у Италији.
Препознато је седам подврста:
- Petronia petronia petronia (Linnaeus, 1766) - Мадеира и Канарска острва, јужна Европа до западне Турске
- Petronia petronia barbara (Erlanger, 1899) - северозападна Африка
- Petronia petronia puteicola (Festa, 1894) - од јужне Турске до Јордана
- Petronia petronia exigua (Hellmayr, 1902) - централна Турска до Кавказа, северни Иран и северни Ирак
- Petronia petronia kirhizica (Sushkin, 1925) - Каспијско море до Киргизије
- Petronia petronia intermedia (Hartert, 1901) - Иран и северни Авганистан до северозападне Кине
- Petronia petronia brevirostris (Taczanowski, 1874) - Монголија, јужни централни Сибир и северна и централна Кина

Неке врсте су некада биле класификоване под Petronia, посебно из сродног рода Гимнорис, обрвасти врабац камењарац (Gymnoris superciliaris), мали врабац камењарац (Gymnoris dentata), индијски врабац камењарац (Gymnoris xanthocollis) и Carpospiza зујави врабац (Carpospiza brachydactyla).

## Опис
Врабац камењарац је сличне величине као кућни врапац, али са већим, конуснијим кљуном. Дугачак је око 14 цм, са јаким беличастим суперцилијумом и слабијом пругом на круни. Има шарено смеђа леђа и крила, пругасте доње делове тела и дијагностичку, али тешко уочљиву, жуту мрљу на грлу. Petronia petronia су једнобојне, са препознатљивом жутом мрљом на горњем делу груди која оштро контрастира са земљаним тоновима њиховог перја. Ова особина заснована на каротеноидима присутна је код оба пола и игра важну улогу током сезоне гнежђења, сигнализирајући и атрактивност и друштвени статус. Врабац камењарац има гласну, храпаву песму.

## Распрострањеност и станиште
Врабац камењарац је ретка луталица северно од свог подручја гнежђења. Постоји само један запис из Велике Британије, у Клеју, Норфолк, 14. јуна 1981. Ова друштвена птица се такође налази у људским насељима у погодним пределима.

## Понашање

### Гнежђење
Гнезди се у пукотинама стена или зидова, полажући четири до пет јаја. Врабац камењарац показује разноврсне обрасце парења, а најзначајнији су моногамија и секвенцијална и истовремена полиандрија; међутим, друштвена моногамија је најзаступљенији образац парења. Учесталост ових различитих образаца парења највероватније варира у зависности од бројних еколошких и друштвених фактора. Многе студије су показале да и мужјаци и женке преферирају партнера са већом жутом мрљом. Такође је показано да се понашање мужјака у одбрани легла повећава са већом орнаментиком женки. Мужјаци такође диференцијално распоређују родитељска улагања у складу са орнаментиком женки; ово понашање се не примећује код женки. У алпским колонијама Petronia petronia, женке обављају већи део снабдевања. У азијским колонијама, и мужјаци и женке подједнако доприносе бризи о младима. Мужјаци већих величина хране своје младунце већим темпом, што сугерише да већи мужјаци заузимају боље територије и бољи су родитељ. Студије су пронашле позитивну корелацију између величине жуте мрље на грудима мужјака и дужине тарсуса током гнежђења, што сугерише да су мужјаци са више орнамента такође бољи родитељи. Женке повећавају број посета свом гнезду током којих се не хране како сезона одмиче, што указује на то да је, пошто женке имају мање могућности за полагање других легла, најповољније подржати опстанак свог тренутног потомства. Забележена је позитивна веза између броја женки које напуштају гнездо и броја расположивих мужјака.

### Исхрана и храњење
Врабац камењарац се углавном храни на земљи. Једе семење током целе године, а бобице у јесен. У пролеће се храни бескичмењацима, посебно гусеницама и скакавцима. Њима се хране и млади.